# 긴세이촌 (야마나시현 히가시야쓰시로군 1942년)
긴세이촌(金生村)은 야마나시현 히가시야쓰시로군에 있던 촌이다. 현재의 후에후키시에 해당한다.

## 역사
- 1875년 10월 13일 - 야쓰시로군 3개 촌이 합병해 긴세이촌이 성립하였다.
- 1878년 7월 22일 - 군구정촌편직접에 의해 히가시야쓰시로군에 소속되었다.
- 1889년 7월 1일 -정촌제 시행에 의해 긴세이촌이 단독으로 지자체를 형성하였다.
- 1942년 6월 1일 - 니시키촌과 합병해, 긴세이촌(錦生村)이 성립하여, 동일 긴세이촌(金生村)은 폐지되었다.

## 참고문헌
- 角川日本地名大辞典 19 山梨県